# Baturité
Baturité es un municipio brasileño del estado del Ceará. Se localiza en la microrregión de Baturité, mesorregión del Norte Cearense. Su población estimada en el último censo es de 32.968 habitantes. Baturité es la tierra natal de Luiz Severiano Ribeiro, el fundador del Grupo Severiano Ribeiro y del Inspector Antônio Couto Pereira, uno de los mayores presidentes del club de fútbol Coritiba,
responsable de la construcción del antiguo estadio Belfort Duarte, actual estadio Inspector Antônio Couto Pereira.

## Etimología
El topónimo Baturité es objeto de contradicciones, según:
- Paulino Nogueira, este proviene de la decomposición del Tupí BU (salir, reventar, salir de la fuente), TY (agua) y ETE (buena) y significa salir agua buena, una alusión a las incontables fuentes de agua cristalina que emanan de la sierra; o una corruptela del IBI (tierra), TIRA (alta), ETÉ y que significa sierra;
- José de Alencar, este proviene de Baturieté (narceja: una ave ilustre), palabra que compuesta por Batuira y Eté, nombre que honra el jefe Potyguara y en el lenguaje figurada significa valiente nadador;
- Von Martius, este proviene de la corruptela de Epo (por aventura) y ITA-ETË (ángulo) que significa cierto acero;
- Pedro Catão, viene de Batu (monte sierra) y Ete (desinencia superlativa) y significa verdadera sierra, sierra por excelencia;
- Antônio Martins Hijo y Raimundo Girão, diferencian de la versión de Paulino Nogueira solo en los términos Tira, que sería Itira o Atira (el monte, el monte), pues en el análisis fonético YBY, Y se representa por I o U, lo que resultó para los portugueses en IBI o UBU y de ATYRA resultó ATURA. Componiendo resultó IBATURA, BATURA con la caída de la vocal inicial átona, fenómeno muy común en la acomadación portuguesa del Tupí. De esta forma BATURA (montão, monte de tierra o sierra) y los indios juntaron el sufixo ETÉ (principal, la verdadera o real) y resultó BATUETÉ (sierra verdadera o real). Para estos la expresión Sierra de Baturité es pleonástica, pues Baturité ya significa sierra.

Su denominación original era Aldeas de las Misiones, Misión de Nuestra Señora de la Palma, Palmas, después Villa Real Monte-Mor el Nuevo de la América y desde 1858, Baturité.

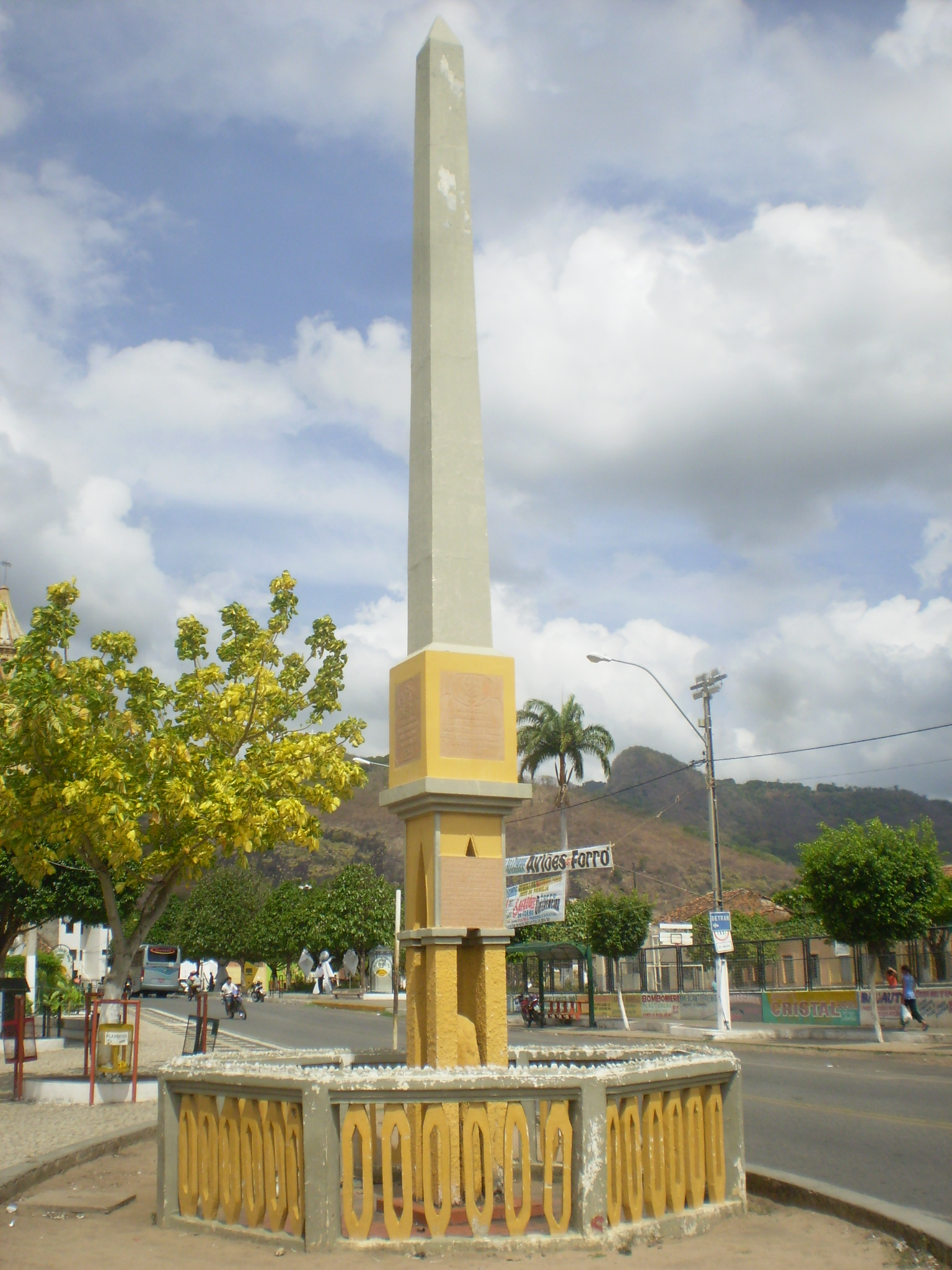
Pelourinho, marco de fundación de la ciudad. Se localiza en la plaza de la principal, al lado de la sede de la Prefectura municipal

## Historia
Región habitada por diversas etnias como los Potyguara, Jenipapo, Kanyndé, Choró y Quesito, recibió a partir del siglo XVII diversas expediciones militares y religiosas.
Con la expulsión de los holandeses, la Corona portuguesa inició el proceso de ocupación definitiva de las tierras cearenses que se intensificó a través de la ocupación misionera por los jesuitas, la donación de parcelas, busca de metales preciosos y la implantación de la ganadería del Ceará. En 1755, Baturité, o mejor, Missão de Nossa Senhora da Palma, surge en este contexto como una misión que tiene como finalidad aldear a los indios de la región. En 1759, con la expulsión de los jesuitas, la misión fue elevada a la condición de Villa con el nombre de Monte-Mor o Novo d'América.
En 1791, en esta villa se reunió a los Kanindé, Jenipapo un contingente de indios oriundos de misiones en conflictos, como: los Jucá de la Villa de S. Mateus, los Paiacu de la Villa de Monte-Mor-o-Velho y de la Villa de Portalegre.

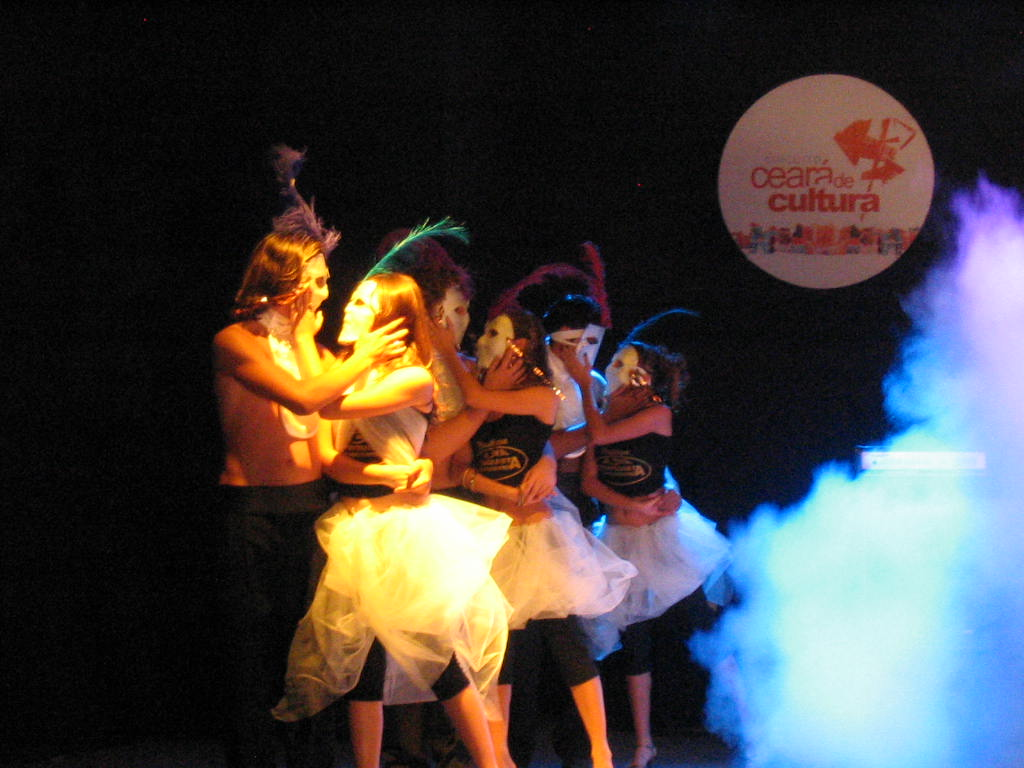
Circuito Ceará de Cultura siendo presentado en una edición de la Feria de Negocios del Macizo de Baturité - FENEBE

Por causa del clima agradable y del agua en abundancia, Baturité y otros municipios vecinos sirvieron de refugio para poblaciones sertanejas de ciudades como Canindé y Quixadá, que allí se abrigaran durante la Sequía de los Tres Sietes (1777 a 1793). Un marco de la presencia católica en el municipio es el grupo de iglesias, conventos y monasterios que también resisten los embates del tiempo y algunos de ellos se han convertido hoy en día en hospederías.
En 1824, Manoel Felipe Castillo Blanco trajo del Pará a Baturité, almácigos de café, hecho que trajo transformaciones en la actividad económica y vida social local.
En la mitad del siglo XIX, Baturité tenía como principal actividad económica la cultura del café, llegando en la época a detentar el 2% de toda la producción brasileña. Hay relatos de que el café de Baturité era uno de los más apreciados en las cafeterías francesas. Con el crecimiento de la cultura del café surge la necesidad de una vía más rápida que asegure así el despacho de la producción hacia el puerto de Fortaleza, que era realizada por las precarias rutas de la época. En este contexto, en 1870, un grupo de comerciantes lanza la propuesta de construir la primera ferrovía en el estado, constituyendo jurídicamente el Ferrocarril de Baturité y un puerto para Fortaleza. En 1882, es inaugurada la estación ferroviaria de Baturité, por la cual el café era transportado directamente al Puerto de Fortaleza. En 1921, con la expansión de la vía de ferrocarril, Baturité recibe otra estación ferroviaria, más precisamente en el poblado del Açudinho (hoy Alfredo Dutra).
La cultura del café entre 1870 hasta la superproducción y superoferta de café de 1929, impulsa la economía y vida social de Baturité, así como la modernización de la ciudad. En la Belle Époque que Baturité vivenció, que aún hoy es posible ver en la arquitectura colonial existente en la ciudad, fueron inauguradas obras como:
- el Colegio Salesiano Domingos Sávio (1870);
- el Círculo Operario Católico de Baturité (1872);
- 1882 - Inaugurada la Estrada de Ferro de Baturité (marco del desarrollo de la ciudad);
- a Central de Abastecimiento de Aguas de Baturité por la firma Catão e Pinto - realización del Major Pedro Catão y del Cel. José Pinto do Carmo (30 de marzo de 1917);
- el servicio de luz eléctrica de Baturité (2 de junio de 1918), realización de Horácio Dutra. En 1921 esta empresa fue transferida a Cel. José Pinto do Carmo;
- En 1896 nació el inspector Antônio Couto Pereira que siendo joven fue a vivir con algunos familiares a Curitiba y en 1916 se afilió al club de fútbol Coritiba. En 1926 fue presidente del club por primera vez y hoy el estadio del equipo es denominado en homenaje a su ilustre nombre Antônio Couto Pereira. El inspector Couto Pereira es tío del técnico en edificaciones e historiador cearense Gustavo Braga.

La Belle Époque trajo para Baturité, costumbres como:
- Las niñas de clase media alta poseían y tocaban el piano. Se podía apreciar los sonidos de los pianos al anochecer..
- Antes de llegar la luz eléctrica, la ciudad era mantenida en las claras, hasta 10 de la noche, gracias a un motor que funcionaba a carbureto.
- El primer servicio de recogida de residuos de la ciudad consistía en un basurero que pasaba con un carro de mano de puerta en puerta recogiendo los desechos.

## Política
La administración municipal se localiza en la sede: Baturité.

### Subdivisión
El municipio tiene 3 distritos: Baturité (sede), Boa Vista y São Sebastião.

## Geografía

### Clima

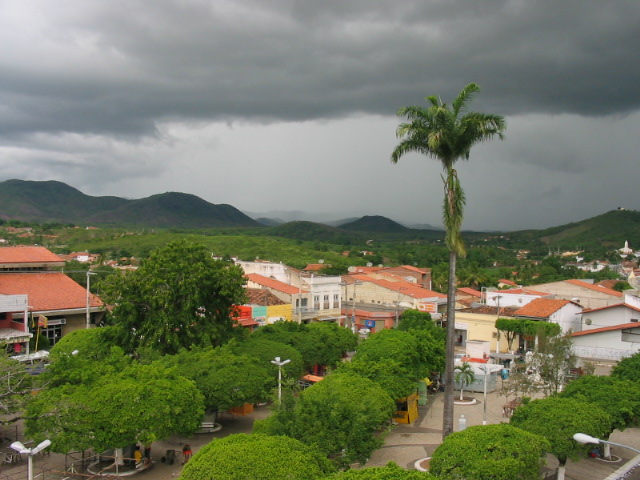
marzo/2005 época lluviosa. Nótese la vegetación verdosa y cielo nublado.

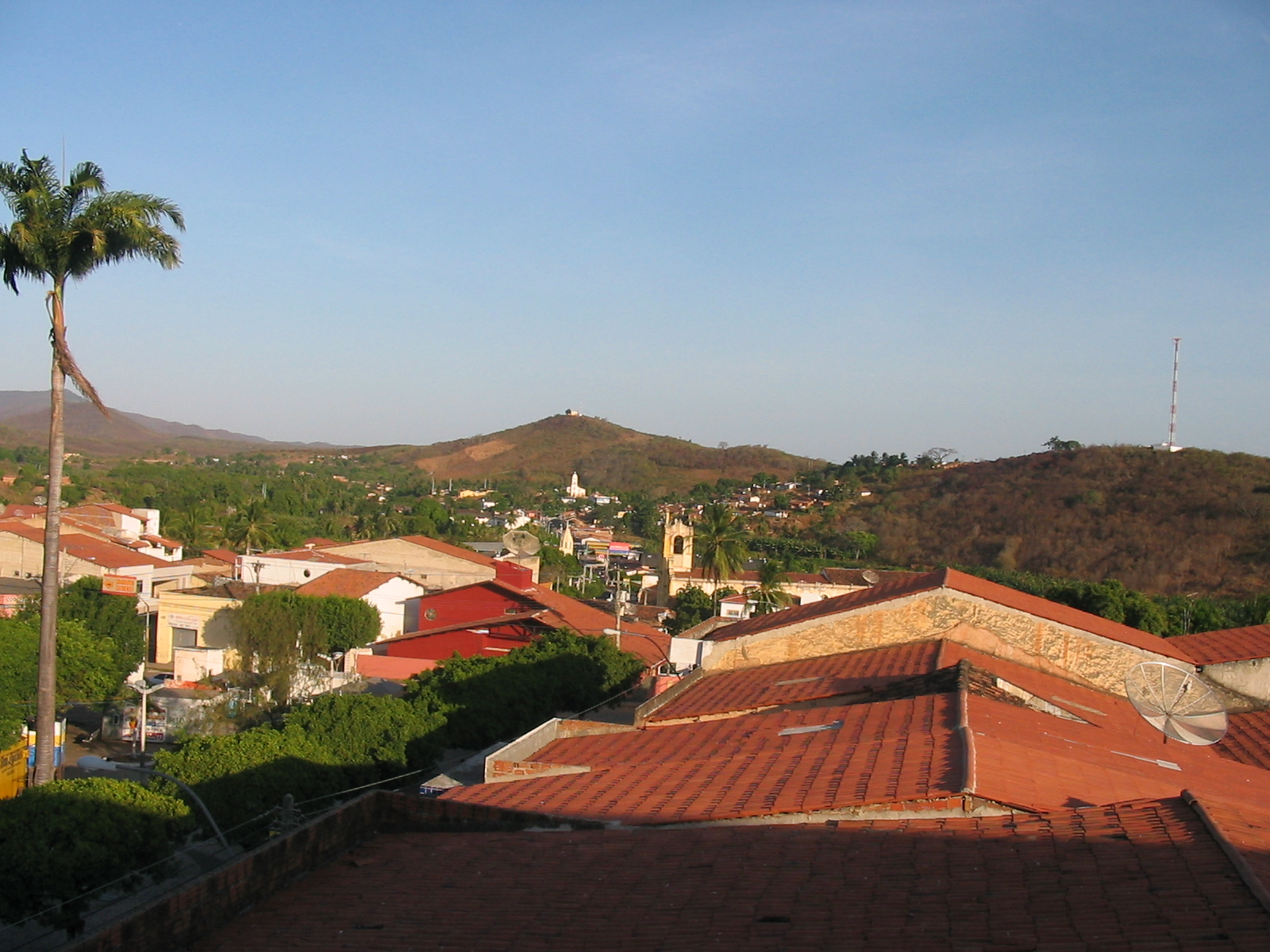
octubre/2005 época de sequía. La vegetación se torna café, el clima caliente y seco y el cielo con escasa nubosidad.

La ciudad posee un clima bastante peculiar para esta región del Brasil. Las máximas pueden exceder los 35°, llegando a los 37° en los días más calientes o no pasar de 30° en días con mucha nubosidad. No obstante, lo que hace la diferencia son las mínimas, que pueden llegar a los 18 °C en los meses más fríos (entre junio y agosto), siendo que la media mínima registrada en ese período es de 22 °C. La variación climática también es bastante significativa, pudiendo ocurrir variaciones de 15 °C entre el período de la mañana y la noche.
El promedio de lluvias media es de 1.088 mm con lluvias concentradas generalmente al final del año (en diciembre) y duran hasta marzo, siendo que en este último mes son registradas las mayores precipitaciones, llegando a ocurrir tempestades con vientos fuertes y rayos. Sin embargo, como en toda la Región Nordeste, las lluvias también son irregulares pudiendo ocasionar sequía y racionamento de agua, como el registrado entre los años de 1998 y 1999 cuando el principal reservorio de abastecimiento de la ciudad, la Represa Tijuquinha, llegó al nivel cero.

### Relieve y suelos
Localizado en el Macizo de Baturité, tiene relieve en su gran parte montañoso, formado por macizos residuales y depresiones sertanejas, teniendo como la mayor elevación localizada en la serrota de São Francisco, a cerca de 874 metros sobre el nivel del mar.

### Recursos hídricos
El río Putiú y río Aracoiaba, junto con la Represa Tijuquinha, son las mayores fuentes de recursos hídricos para el abastecimiento de agua del municipio.
Los arroyos como: de las Lajes, del Padre, de la Panta, de la Piedra Aguda, Mucunã, Nilo, Pilar, Salgado, Santa Clara, Sinimbu, Supriano, completan los recursos hídricos de este municipio y junto con el río Putiú, desembocan sus aguas en el río Aracoiaba.

### Vegetación
Caatinga arbustiva densa, vegetación semicaduco tropical, vegetación húmeda semi-perenofólia, vegetación húmeda semi-caducifólia, vegetación caducifolia y Bosque Ciliar. Aquí existe una APA (Área de Protección Ambiental).

## Economía
Actualmente la economía de Baturité se basaba principalmente en la explotación del sector terciario de la economía (comercio y prestación de servicios), en la extracción vegetal y en culturas de algodón, banana, arroz, maíz, frijol, café y caña de azúcar. Sin embargo, así como en la mayoría de los municipios cearenses (con excepción del café), esta también es realizada con técnicas agrícolas rudimentares haciendo con que el suelo se empobrezca y la producción ya sea insignificante en términos nacionales. También así, Baturité se destaca en su región por ser un importante centro consumidor y abrigador de las sedes de muchas empresas regionales. Con un comercio fuerte, base de la economía del municipio, la ciudad viene conseguindo muchos avances en la calidad de vida de la población y en la modernización de la ciudad.
También es importante destacar el cultivo del café, que aunque haya disminuido mucho después de la crisis de 29 y otras crisis en la economía brasilera, viene creciendo, actualmente, utilizándose la técnica del cultivo sombreado y 100% orgánico. Ese tipo de cultivo hizo con que el café baturiteense ganase importancia nacional e internacional por ser un producto saludable y de alta calidad.

### Turismo

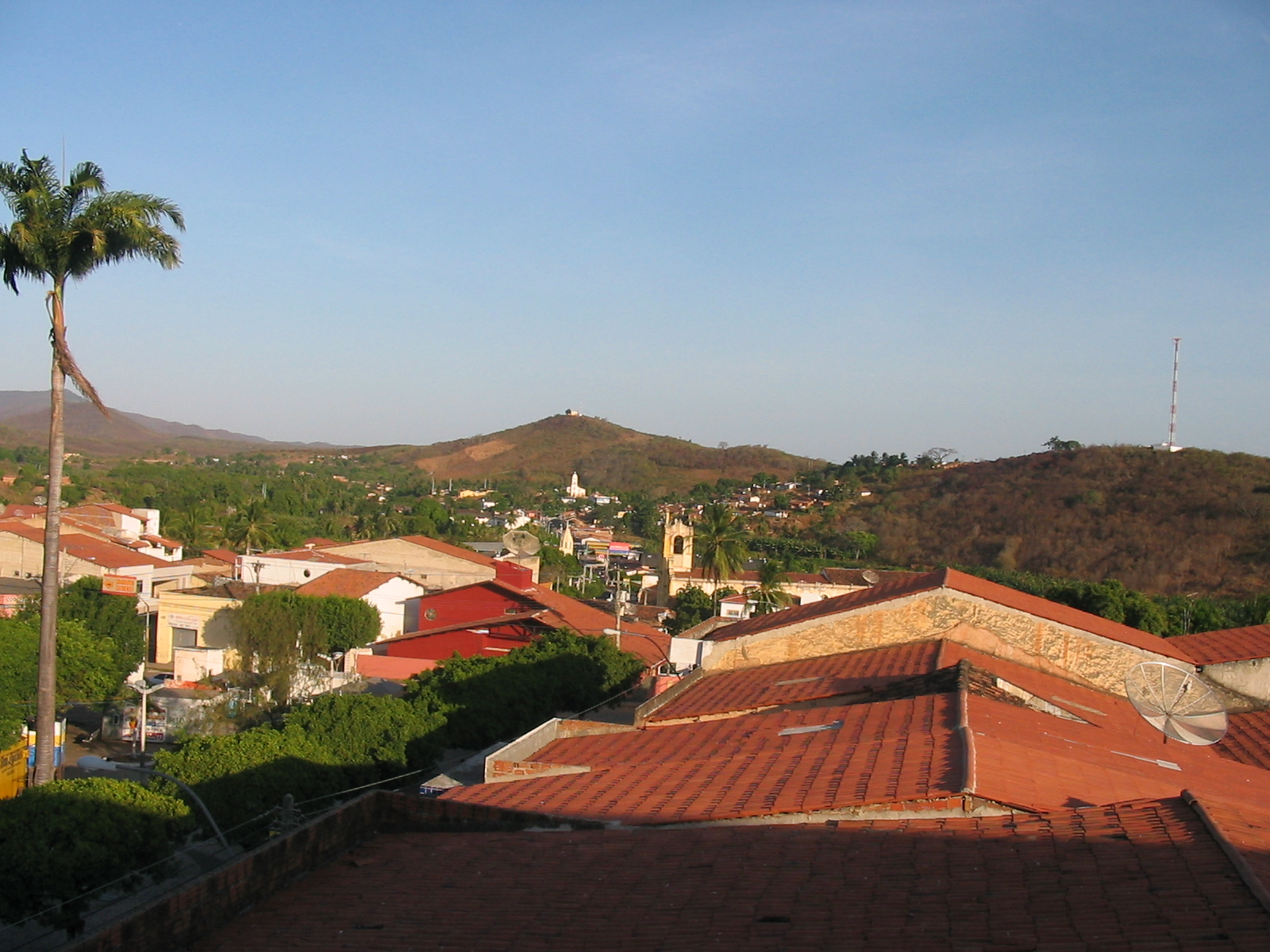
Al lado izquierdo vista de la Plaza Santa Lucía. Al fondo, barrio Putiú

Otra fuente de salario del municipio es el turismo, con un gran potencial, aunque también precisa ser explotado de mejor modo. Baturité posee una APA (Área de Protección Ambiental) en los remanentes de Mata Atlántica existente en el municipio, con senderos, cascadas, y áreas propicias para la práctica de deportes de aventura y un gran archivo cultural desplegado por toda la ciudad, como son los museos, monumentos y edificaciones centenarias.
Entre ellos podemos destacar:

### Puntos Turísticos
- Iglesia Principal;
- Edificio de la Cultura (hoy la sede de la Sec. de Salud);
- Pelourinho (marco de la fundación de la ciudad);
- Palacio Entre Ríos (antigua cadena municipal y hoy sede de la Prefectura);
- Museo Comendador Ananias Arruda;
- Vía de Ferrocarril junto con la Estación Ferroviaria (donde se exponen obras de Olavo Dutra Alencar);
- Vía Sacra Pública de Baturité (con 365 gradas);
- Imagen de Nuestra Señora de Fátima (expuesta en el alto del colina de la Vía Sacra, la mayor Imagen de la Santa en el mundo);
- Iglesia de Santa Luzia (inaugurada en 1879);
- Antigua Escuela Apostólica de los Jesuitas (hoy transformada en un hotel, rememora un castillo medieval);
- Mirante del Crucero (magnífica obra de una cruz con 25 m de altura sobre una montaña. Monumento recién inaugurado).

## Cultura

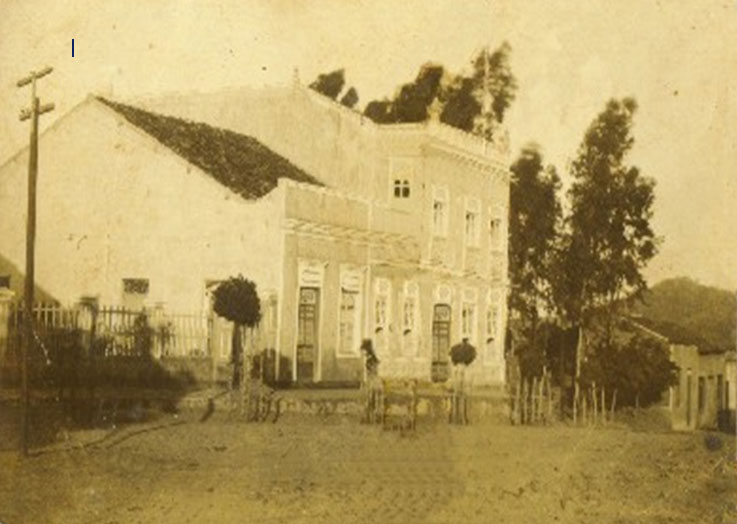
Sobrado de los Maciéis localizado próximo la Plaza Santa Lucía, en el centro.

Uno de los principales eventos culturales de la ciudad son las Fiestas de Nuestra Señora de la Palma, patrona del municipio, que se realiza a partir del día 15 de agosto y la Fiesta de Santa Lucía, que se realiza a partir del 13 de diciembre. La feria libre, siempre realizada los días sábado, también ya es un marco cultural en la ciudad y reúne a feriantes de la ciudad y de regiones vecinas.
Esparcidos por la ciudad, principalmente por la región central, se encuentran caserones de estilo colonial construidos a mediados del siglo XIX, época de la abundancia del café, algunos pocos preservados. Estatuas y bustos de baturitenses notables, como Ananias Arruda y Valdemar Falcão, son expuestos en plazas que llevan sus nombres. La influencia de la Iglesia católica en la cultura de la ciudad es bastante significativa. El monumento erigido a la Nuestra Señora de Fátima, traído desde Portugal, puede ser visto desde prácticamente toda la ciudad y muchos se aventuran a llegar ahí venciendo su acceso que posee 365 peldaños. La bicentenária iglesia de Nuestra Señora de la Palma, construida en 1762 en el estilo bizantino con predominación en el Barroco, es la única de ese estilo en Brasil y ya sirvió como depósito de pólvora en la época de la Confederación del Ecuador.
No obstante, se denota actualmente, la destrucción progresiva de varias casas y hasta monumentos históricos para ceder lugar los edificios comerciales. No existen políticas de conciencia o para restringir la degradación del patrimonio histórico de Baturité, que se terminará en breve.